# گیاه‌پارچ بزرگ‌برگ
گیاه‌پارچ بزرگ‌برگ (نام علمی: Nepenthes macrophylla)، یک گونه از سرده گیاه‌پارچ‌ها می‌باشد.